# Península del Suroeste
La península del Suroeste es una región no oficial de Inglaterra situada entre el canal de Bristol, al norte, y el canal de la Mancha hacia el sur. Administrativamente, comprende los condados de Somerset, Devon y Cornualles, con una población de unos 2 200 000 habitantes. Se corresponde con la región del Suroeste de Inglaterra, excluyendo los condados de Gloucestershire, Wiltshire y Dorset.